# Giovanni Cimabue
Giovanni Cimabue (født ca. 1240, død ca. 1302) var en italiensk maler, som blev født i Firenze. Vasari udpeger Cimabue som grundlæggeren af den ny stil i malerkunsten, en mere naturtro kunstretning, idet han dels gyder nyt liv i de overleverede, stive byzantinske former, dels danner en nødvendig forudsætning for sin elev Giottos sejrrige gennembrud. Hans levned er i høj grad uopklaret og hans værker er ikke sikkert fastslåede. Et uomtvisteligt arbejde af Cimabue er dog mosaikbilledet med frelseren og evangelisten Johannes i Domkirkens apsis i Pisa (1301-02); Johannes-skikkelsen er af Cimabue; i øvrigt nævner Vasari en lang række værker af ham.
Han har nydt samtidens beundring, hvad fortællingen om hans store Madonna de' Rucellai på guldgrund viser; dette arbejde skal nemlig under mængdens jublende beundring være båret i højtideligt optog fra kunstnerens bolig til dets bestemmelsessted i kirken S. Maria Novella (moderne forskning tilskriver Duccio dette maleri); Dante lader ham i sin Divina commedia optræde i skærsilden på grund af kunstnerens stærke selvvurdering. Blandt de Cimabue tilskrevne Madonnabilleder (i Akademiet i Firenze, i strengere, ædel stil) bliver vel næsten kun Trinità-Madonnaen tilbage. Cimabue skal endvidere have arbejdet med større mosaikarbejder i Siena, i Assisi (i hvis kirke San Francesco man viser en hel række ret livfulde, men dårligt bevarede, vægmalerier af ham).